# Geste professionnel
 (13 décembre 2016).
- Si vous ne connaissez pas le sujet, laissez ce bandeau (vous pouvez alors contacter les auteurs).
- Si vous supprimez le contenu mis en cause (vous pouvez préalablement contacter les auteurs),

argumentez précisément cette suppression dans la page de discussion
(un manque de référence n'est pas un argument ; une recherche réelle de référence doit avoir été effectuée, être formellement documentée).
Le geste professionnel est un  ensemble d'actions, de mouvements, de postures et d'opérations mentales, articulés et coordonnés, visant à la réalisation d'une tâche de production ou de service. Il requiert la mobilisation des compétences professionnelles. Son analyse intéresse l'enseignement technique, l'amélioration de la productivité et la médecine du travail.
L'acquisition et la maitrise de gestes professionnels est une des finalités essentielles de la formation professionnelle et de l'apprentissage.
L'ergonomie pratique étudie le geste professionnel pour lui adapter l'outil, la machine et le processus de travail.
Le geste professionnel est envisagé par la médecine du travail dans sa relation avec les affections du travail: maladies professionnelles, accidents.